# ISO 3166-2:PR
Die zur Kennzeichnung geografischer Einheiten dienende Liste der ISO 3166-2-Codes für  Puerto Rico enthält ausschließlich den Code für  Puerto Rico. Es existieren keine weiteren Unterteilungen.

Dieser Code besteht nur aus einem Teil. Dieser gibt den Code gemäß ISO 3166-1 (für  Puerto Rico PR) wieder.
Die aktuellen Codes stehen auf der Seite der ISO unter #iso:code:3166:PR zur Verfügung.

Puerto Rico ist auch unter dem Code US-PR in der ISO 3166-2:US für die Vereinigten Staaten aufgenommen.